# ابرجس
ابرجس، روستایی از توابع بخش مرکزی شهرستان کهک در استان قم ایران است.

## جمعیت
این روستا در دهستان کهک قرار دارد و براساس سرشماری مرکز آمار ایران در سال ۱۳۹۵، جمعیت آن ۱۵۵ نفر (۶۲ خانوار) بوده‌است.

## وجه تسمیه
در فرهنگ جغرافیایی ایران ، رزم آرا درباره این ده اینگونه آمده است:ابرجس دهی جزو دهستان کهک شهرستان قم است و در ۳۰ کیلومتری جاده قم اصفهان است.دارای ۸۰۰ تن سکنه شیعه مذهب فارسی زبان است.